# Pinanga pachycarpa
Pinanga pachycarpa là loài thực vật có hoa thuộc họ Arecaceae. Loài này được Burret miêu tả khoa học đầu tiên năm 1936.